# Gołczewo
Gołczewo is een plaats in het Poolse district  Bytowski, woiwodschap Pommeren. De plaats maakt deel uit van de gemeente Parchowo en telt 283 inwoners.